# Andrew Bloxam
Andrew Bloxam (Rugby, 22 settembre 1813 – Harborough Magna, 2 febbraio 1878) è stato un botanico, naturalista e prete britannico.
Era un sacerdote anglicano, che nella seconda parte della sua vita sviluppò un grande interesse per la botanica. Fu il naturalista ufficiale del viaggio della HMS Blonde, una fregata a vela di circa 1100 ton, che compì un importante viaggio a scopi scientifici fra il 1824 ed il 1826, su una rotta che puntava su Capo Horn, risaliva il continente americano nel Pacifico fino alle isole Hawaii per poi rientrare lungo una rotta non molto diversa, in Inghilterra. Nel corso di questo viaggio Bloxam raccolse una gran quantità di esemplari di fauna avicola. Di suo principale interesse nello studio della botanica furono il genere Rubus e la Rosa, oltre che i funghi.

## Biografia
Andrew era il quarto figlio del reverendo Richard Rouse Bloxam, ispettore scolastico presso la Rugby school, e di Ann Lawrence, sorella del pittore Thomas Lawrence. Compì i suoi studi dapprima nella scuola del padre, dal 1809, e poi, dal 1820, nel Worcester College di Oxford.
Nel 1824 venne nominato naturalista presso la spedizione della fregata HMS Blonde, comandata dal capitano George Byron, 7º barone Byron e cugino del noto poeta e uomo politico George Gordon Byron, mentre suo fratello, R. Rowland Bloxam, fu nominato cappellano della spedizione.
Il viaggio durò oltre diciotto mesi, durante i quali Andrew poté visitare il Sud America e varie isole del Pacifico, fra le quali le Galápagos e le Hawaii (allora chiamate Isole Sandwich). Gran parte del materiale raccolto da Andrew in questo viaggio entrò infine in possesso del British Museum.
Rientrato dal viaggio il 15 marzo 1826, ricevette il 25 giugno successivo gli ordini come ministro della Chiesa anglicana.
Trascorse un periodo nel Leicestershire e come curato ad Atherstone, prima di divenire vicario a Twycross (1840 circa). Nel 1872 fu nominato vicario di Radford Semele e poco dopo rettore di Harborough Magna, ove morì nel 1878. Era sposato con Ann(e) Roby.

## Il viaggio sullaBlonde

### Scopi ed itinerario
Lo scopo principale del viaggio fu la traslazione in patria delle salme del re delle Hawaii Kamehameha II e della regina Kamamalu, che erano deceduti di morbillo durante la loro visita in Inghilterra. La Royal Horticultural Society inviò il botanico James Macrae, il cui diario manoscritto venne stampato da William Wilson e pubblicato nel 1922.
La nave lasciò Spithead, in Inghilterra, il 28 settembre 1824. Dopo uno scalo a Madeira, la spedizione raggiunse Rio de Janeiro il 27 novembre 1824. Dopo un certo tempo trascorso sia a Rio che nell'Isola di Santa Catarina, la spedizione partì il 1º gennaio 1825 per Valparaíso, ove giunse il 4 febbraio 1825. La Blonde fece quindi vela verso nord, raggiungendo Callao, in Perù, il 16 marzo 1825, quindi si diresse verso le isole Galápagos, ove rimase dal 25 marzo al 3 aprile 1825, per poi salpare alla volta delle Hawaii, che furono raggiunte il 4 maggio 1825.
La sosta nelle isole Hawaii durò fino al 18 luglio 1825, quando la Blonde partì con meta Tahiti, ma in effetti essa raggiunse l'isola di Malden il 30 luglio 1825, quindi raggiunse Mauke nelle isole Cook l'8 agosto 1825, intraprendendo quindi la rotta di ritorno per Valparaíso, ove la fregata giunse il 6 settembre 1825. Dopo aver impiegato un certo tempo per esplorare la costa del Cile, la spedizione lasciò Valparaíso il 13 ottobre 1825, diretta infine verso l'isola di Sant'Elena, nell'Atlantico meridionale, che venne raggiunta il 23 gennaio 1826. Cinque giorni dopo la Blonde ripartì per l'Inghilterra, giungendovi a Spithead il 15 marzo 1826, dopo un'assenza di 532 giorni.

### Il contributo di Bloxam come naturalista
Sebbene più avanti nella sua vita Bloxm sia diventato un noto micologo e botanico ed abbia classificato circa 20 specie di funghi e piante, il suo contributo durante questo viaggio riguardò principalmente l'ornitologia.
Al tempo del viaggio sulla Blonde egli era giovane ed inesperto. Secondo il diario di Macrae, così come è stato edito da Wilson: « Andrew Bloxom agiva come una specie di naturalista dilettante sulla Blonde»; il diario contiene altri sprezzanti commenti su Bloxam. Diverso era il punto di vista della scrittrice Maria Graham (poi Maria Callcott): «Delle poche informazioni di Storia naturale che l'opera [il di lei libro n.di r. ] contiene, essa è principalmente debitrice alla zelante attenzione di Mr. A. Bloxam [..] che, pur non essendo un esperto naturalista, merita la stima di un diligente e sensibile collezionista» Ella è a sua volta critica nei confronti di Macrae, sostenendo di rimpiangere che «… l'esperto raccoglitore di campioni botanici, che sulla Blonde fino alle Isole Sandwich, non deve aver reso alcun conto delle piante [..] che aveva raccolto.»

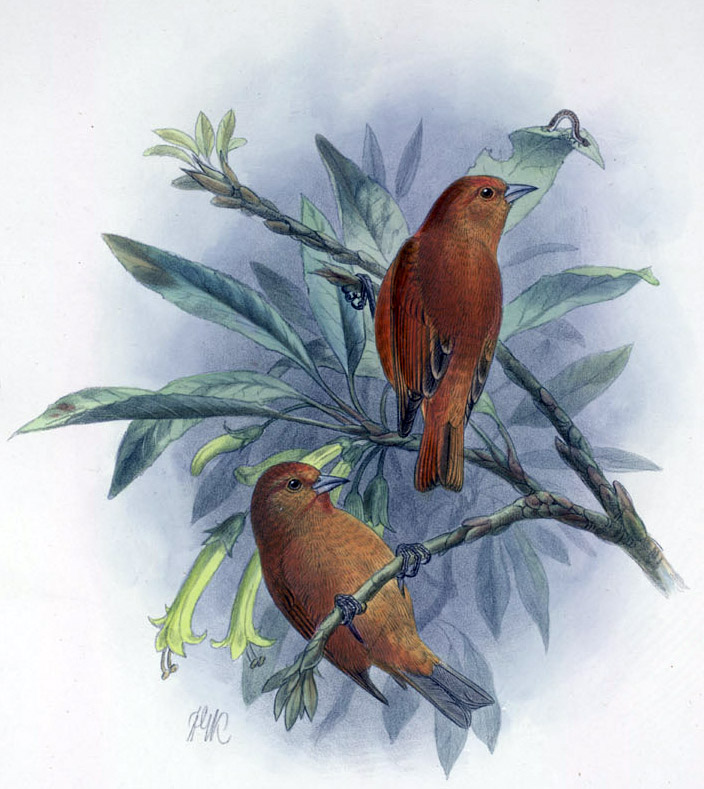
L'Oahu ʻAkepa, scoperto per la scienza la prima volta da Bloxam

Per lungo tempo le uniche registrazioni di Bloxam naturalista durante il viaggio furono un brevissimo capitolo nel libro della Graham e solo nel 1925 venne pubblicato il suo diario.
Tra il 1986 e il 1996 Olson pubblicò dettagliati studi sull'opera ornitologica di Bloxam nelle isole Hawaii, basati sia sul suo diario che su un libro di annotazioni non ancora dato alle stampe. Sebbene Olson riecheggi le critiche a Bloxam («…l'immaturo, umile e non troppo ardente naturalista della nave»), egli sostiene anche che le descrizioni fornite da Bloxam possiedono una lodevole cura e che i metodi usati per preparare i campioni ha garantito loro condizioni notevolmente buone
Essendo stato incaricato dall'Ammiragliato, al suo ritorno Bloxam scrisse a questo per ringraziarlo e rendere conto dei campioni da lui raccolti. Un fusto conteneva campioni geologici e mineralogici, oltre ad insetti, conchiglie ed altri oggetti marini provenienti dal Sudamerica e dalle isole del Pacifico visitate dalla Blonde. Due casse contenevano circa un centinaio di campioni di uccelli. Di questi, 27 campioni di 11 specie provenivano dalle Hawaii.
Uno degli uccelli più noti della collezione di Bloxam è stato l'ʻĀmaui, o Tordo di Oahu, che egli originariamente denominò Turdus woahensis (oggi Myadestes lanaiensis woahensis). I campioni del 1825 di Bloxam sono gli unici rimastici, poiché questo raro uccello, simile ad un tordo color marrone-oliva, è stata la prima specie estinta nelle isole Hawaii. Bloxam lo annota come molto comune che le sue note melodiose provenivano dall'unico uccello canterino dell'isola di Oahu.
Un'altra delle sue scoperte scientifiche fu l'Oahu ʻAkepa, che egli chiamò Fringilla rufa, poi ribattezzato come Loxops wolstenholmei o L. coccineus wolstenholmei: anche questo uccello risulta estinto.
Bloxam riferì anche che gli uccelli impollinatori delle Hawaii erano diversi, sia dai colibrì, che dal genere con il quale essi erano associati, il Certhia. Egli li inquadra in un nuovo genere e scrive che nel loro volo essi parevano fringuelli. Fu solo circa 150 anni dopo, che si riconobbe che gli impollinatori hawaiani (ora in diversi generi), sono un'evoluzione dai fringuelli cardellini.
Nel 1995 Olson chiamò la Gran Conura della Patagonia Cyanoliseus patagonus bloxami, in onore di Bloxam. Questi ne raccolse un campione nel 1825, presso Concepcion in Cile.

## Altri interessi

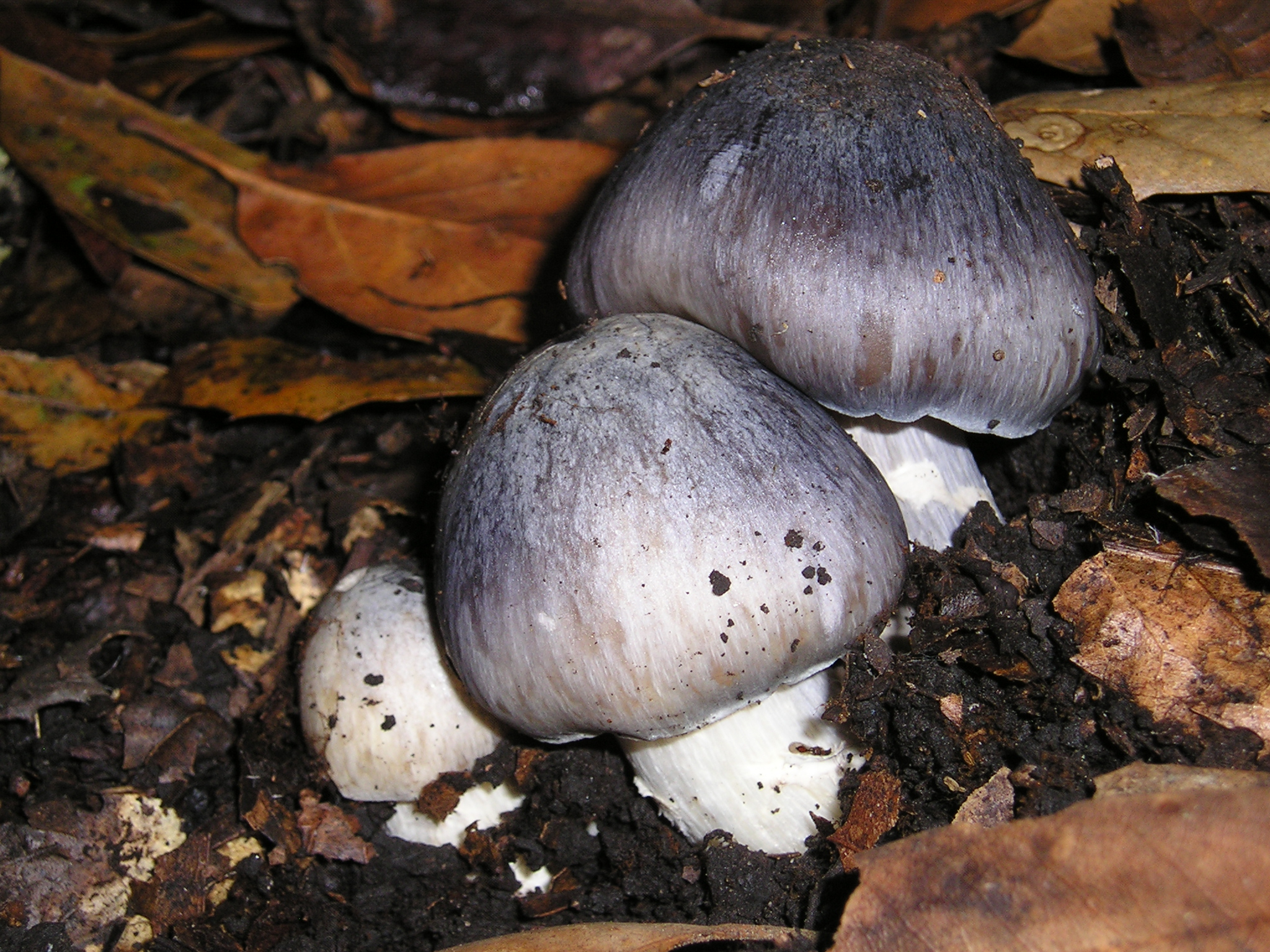
Entoloma bloxamii, da Andrew Bloxam

Bloxam nutriva particolare interesse per i rovi (genere Rubus, particolarmente sezione Rubus) e per le rose (genere Rosa). Secondo Bagnall, Bloxam fu uno dei primi inglesi a studiare a fondo questi generi e dal 1840 redasse fasciculi (cioè sezioni separate che infine potevano costituire un testo), che furono di gran valore per gli apprendisti che volevano studiare queste piante. Bloxam assegnò nomi scientifici ad almeno sei specie di Rubus, compreso il Rubus colemannii, chiamato così da W.H. Coleman, un altro prete delle Midlands inglesi, interessato alla Storia naturale.
Nel 1875, non molto tempo prima di morire, a Bloxam fece visita Bagnall, che più tardi scrisse che Bloxam era «…ancora intriso di amore per gli scopi della botanica, con numerosi rovi e roseti coltivati nel suo giardino, cosicché egli poteva sorvegliarli meglio, ed io ricorderò sempre con piacere la mia passeggiata con lui nei prati del villaggio, ove egli faceva notare gli speciali rovi e rose della località»"
Bloxam era interessato anche ai funghi. Egli fu in contatto con M.J. Berkeley, un altro prete delle Midlands inglesi, che era stato chiamato il fondatore della micologia in Inghilterra. Nel 1854 Berkeley e il suo collaboratore Broome dettero ad un genere di funghi il nome Bloxamia in onore dell'opera di Bloxam sui funghi allora noti come Sphaeriacei; essi trassero anche dal suo nome lo Agaricus bloxamii (ora chiamato Entoloma bloxamii)). Bloxam diede il nome scientifico ad almeno 11 specie di funghi nell'Index Fungorum, compresa la Hygrocybe colemanniana.